# Plantago afra var. obtusata
Plantago afra subsp. obtusata é uma variedade de planta com flor pertencente à família Plantaginaceae. 
A autoridade científica da variedade é (Svent.) A.Hansen & Sunding, tendo sido publicada em Fl. Macaronesia, ed. 2 1: 92. 1979.

## Portugal
Trata-se de uma variedade presente no território português, nomeadamente no Arquipélago da Madeira.
Em termos de naturalidade é nativa da região atrás indicada.

## Protecção
Não se encontra protegida por legislação portuguesa ou da Comunidade Europeia.